# Волосатки
Волосатки (лат. Hemitripterus) — род морских лучепёрых рыб семейства волосатковых из отряда скорпенообразных.
Длина тела от 35 см (тихоокеанская волосатка) до 73 см (улька), всё тело покрыто очень маленькими шипиками. У волосаток голова большая уплощенная, с очень широким ртом, усаженным многочисленными мелкими зубами. Верх головы с различными костными выступами, а вся голова покрыта множеством плоских кожистых усиковидных придатков. Тело покрыто кожными выростами различной формы и размера. У всех волосаток первые несколько лучей первого спинного плавника удлинены, из-за чего он намного длиннее второго. Во втором спинном плавнике 11—30 мягких лучей, в анальном 11—12. В брюшных плавниках по 1 колючему жесткому и 3 мягких луча. Лучей жаберной перепонки 6. Позвонков 35—41. Плавательный пузырь отсутствует.
Хищники, питаются рыбой и беспозвоночными, могут заглатывать добычу почти такой же длины, как они сами.
Атлантическая волосатка распространена в северо-западной акватории Атлантического океана, остальные виды в северной и северо-восточной акваториях Тихого. Обитают от литорали до глубины 950 м. Донные рыбы.

## Классификация
В роде волосатки 3 вида:
- Атлантическая волосатка (Hemitripterus americanus)
- Улька (рыба) (Hemitripterus bolini)
- Hemitripterus villosus Pallas, 1814 — Бычок-ворон, или волосатая рогатка, или тихоокеанская волосатка, или обыкновенная волосатка, или волосатый бычок

## Галерея

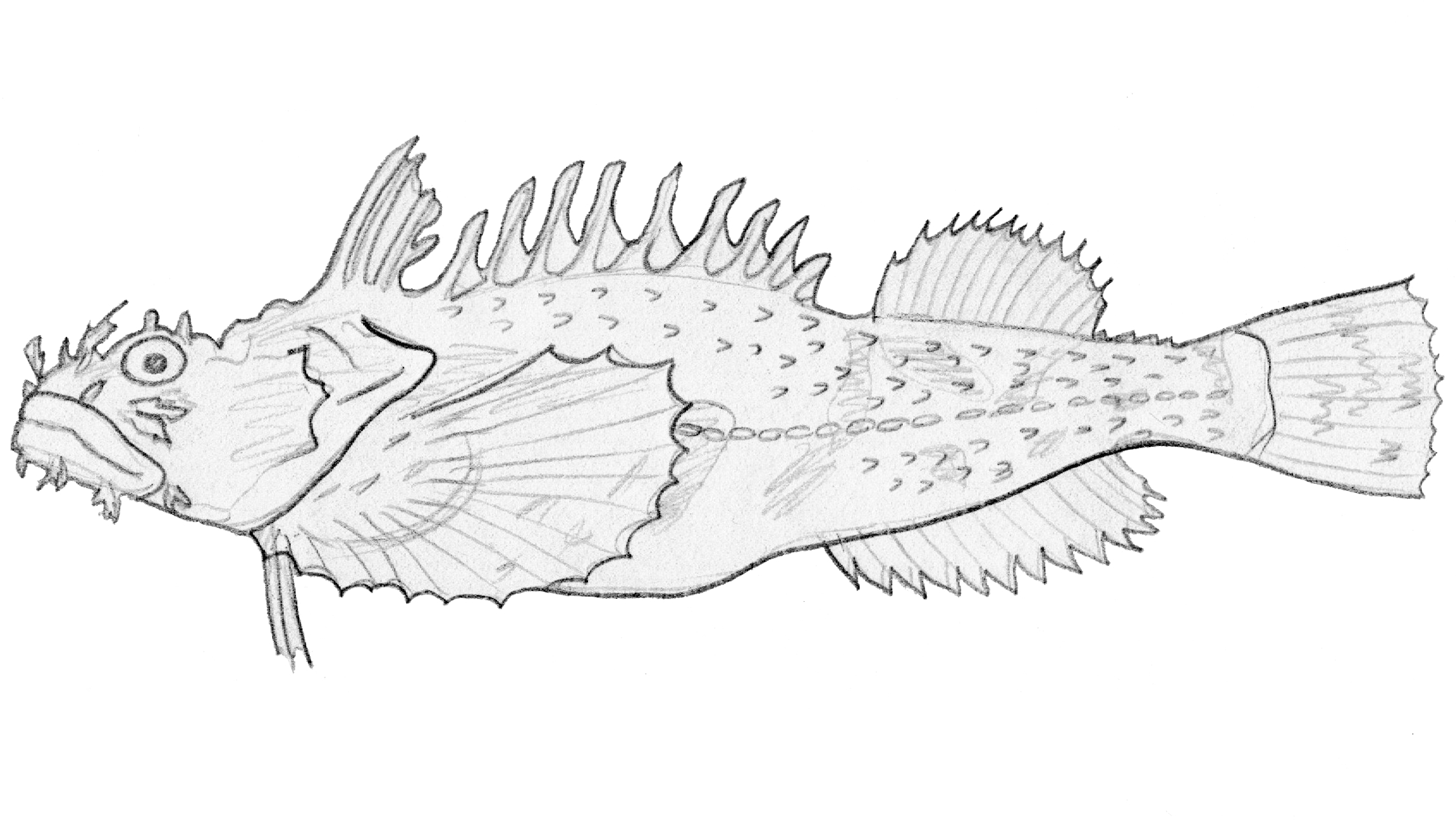
Тихоокеанская волосатка (Hemitripterus villosus)
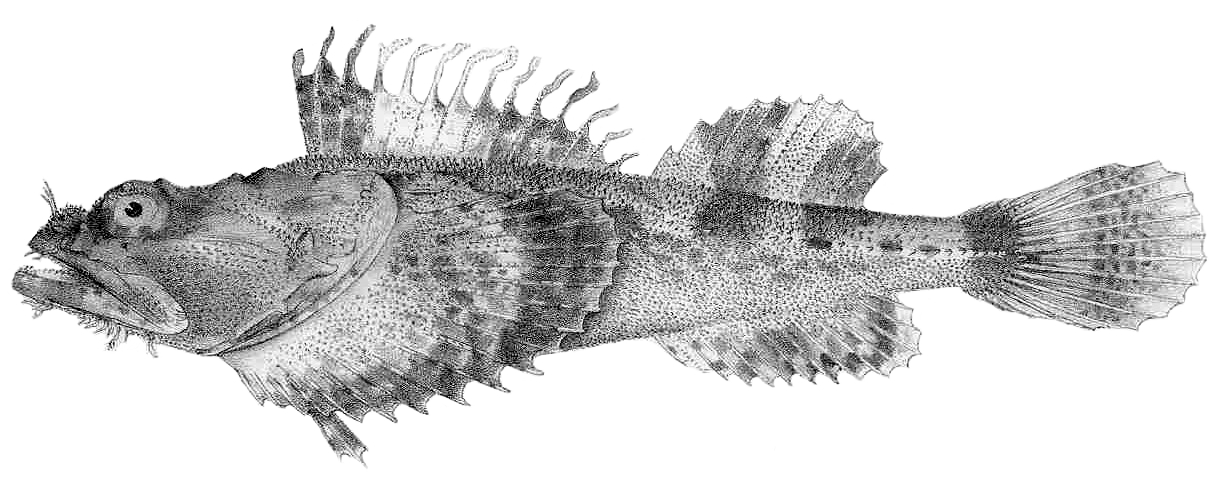
Улька (рыба) (Hemitripterus bolini)